# Хорсенс
Хо̀рсенс (на датски Horsens) е град в Централна Дания. Разположен е на източния бряг на полуостров Ютландия. ЖП възел. Населението на града е 59 449 души, като община Хорсенс се състои от 90 966 души (към 1 януари 2020 г.).

## География
Хорсенс се намира накрая на Хорсенския фиорд в източна Ютландия. Градът е заобиколен от ниски хълмове и долини. Хорсенс се намира на 50 km на юг от Орхус и на 30 km север от Вайле, и приблизително 200 km от столицата Копенхаген.

## История
Предполага се, че името Хорсенс идва от старите датски думи hors (кон) и næs (коса (релеф), сроден с български 'нос'), вж. древните форми Horsnæs, Horsnes, Horssnæs. Името Хорсенс е известно от 12 век.
Най-старите извори за града са къщи, датиращи до 10 век. През 12 век датските крале Свен III и Валдемар I са секли монети в града. От средата на 19 век започва индустриализация и населението нараства с бързи темпове, като хората от по-малките селища наоколо се местят в града, за да работят във фабриките.

## Икономика
В началото на 21 век в Хорсенс тече позитивно развитие с нова индустрия, навлизаща в него. Много електронни и графични компании имат представителства тук. Хорсенс също притежава единствения Индустриален музей в Дания. В града се намира и филиал на университета VIA University College.